# Гордана Куић
Гордана Куић (Београд, 29. август 1942 — Београд, 13. јануар 2023) била је српска књижевница.

## Биографија
Куић је рођена као ћерка Методија Куића, Србина из Мостара, и Бланке Леви, сефардске Јеврејке из сиромашне сарајевске породице.
Завршила је Енглески језик и књижевност на Филолошком факултету Универзитета у Београду и Hunter College у Њујорку.
Радила је као саветник за енглески језик у Америчкој амбасади у Београду, као консултант у АYUСА International у Београду, као и администратор за енглески језик у источној Европи и за хуманитарну помоћ бившим југословенским републикама у Соросовој фондацији у Њујорку.
Живјела је и радила у Београду.

## Дела

### Мирис кише на Балкану
Мирис кише на Балкану као први написан роман представља покретач за касније написане књиге. Писан је по сећању Горданине мајке Бланки Леви о збивањима у породици потомака Сефардских Јевреја на Балкану у Сарајеву, у периоду од 1914. до 1944. године. Први пут објављен 1986. године, који је од тада адаптиран и преточен у позоришно дело, те у телевизијску серију истога назива.

### Цват липе на Балкану
Цват липе на Балкану као наставак приче из првог романа, прати судбину породице, сад претежно у Београду, у време после Другог светског рата до 1965. године. Написан у време кад је то била осетљива тема, говори о пропасти средње класе после рата и успостављању комунистичког режима.

### Смирај дана на Балкану
Смирај дана на Балкану је написан као роман који би заокружио причу и затворио трилогију, једном тужном причом о љубавном троуглу. Радња се одвија на почетку ратова условљене распадом Југославије, као крај приче о Саломовима и Кораћима и крај животне приче Вере Кораћ.

### Духови над Балканом
Роман Духови над Балканом представља везу између претходне трилогије и још незапочете друге, кроз исказе главних јунака и праћењем животне приче нових јунака. Радња је смештена у 15. век, време Инквизиције, време прогона Јевреја из Шпаније, откривања правог идентитета и порекла, дотичући идеју чистоте крви.

### Легенда о Луни Леви
Роман Легенда о Луни Леви прати јунаке који се селе из Барселоне, коју напуштају последњим бродом за исток 31. јула 1492. године, у Истанбулу, у Отоманско царство, где су се већина сефардских Јевреја настанили по изгону јер их је султан Бајазит II примио и тим потезом обезбедио средњи слој, трговце, занатлије, фабриканте, штампаре, који су недостајали царству. Пратећи главну јунакињу Луну и њеног изабраника Марка Орловића, алиас Орлу-Пашу, радња се са њима сели у Дубровачку републику.

### Бајка о Бењамину Баруху
Одатле креће радња следећег романа, Бајка о Бењамину Баруху, о травару из Травника, смушеном и спетљаном излечитељу и доброчинитељу, човеку који је увек на правом месту, а места су Дубровник, Травник, Сарајево и Београд, у право време, а време је друга половина 17. века. Причу о том сићушном а необичном травару записује 1942. године Лаура Леви, Бохорета, најстарија кћи породице Салом (из првог романа, Мирис кише на Балкану) остављајући је као породичну причу у залог својим синовима за које верује да ће се вратити из концентрационог логора Јасеновац куда су их усташе одвеле.

### Балада о Бохорети
Балада о Бохорети прати младост и сазревање једне изузетне жене која се у доба када то женска чељад уопштено, а још мање сефардска, није радила, дакле, с краја 19. и почетка 20. века, бавила писањем позоришних комада, песама и прича, истраживачком делатношћу, сакупљањем преосталог блага сефардске баштине, водила полемике у тадашњој јеврејској штампи, једном речју, представљала узор свим младим напредним женама Сарајева. Радња се догађа у Истанбулу, Сарајеву и Паризу, а временски се завршава управо пред Први светски рат када започиње први роман, Мирис кише на Балкану.

### Остала дела
- Преостале приче (33 приповетке)
- Са друге стране ноћи (17 приповедака)[6]

## Екранизације и адаптације
- Снимљена ТВ серија (тринаест епизода) по роману "Цват липе на Балкану". Продуцент: РТС, Режија: Иван Стефановић
- Снимљена ТВ серија по роману "Мирис кише на Балкану". Продуценти: РТС и Цинема Десигн, Режија: Љубиша Самарџић[7]
- Снимљен филм по роману "Мирис кише на Балкану". Написан је и сценарио за филм "Смирај дана на Балкану".
- У драматизацији Небојше Ромчевића написана је драма "Мирис Кише на Балкану" премијерно је изведена у Београду 12. априла 2009. у Мадленијануму.
- "Мирис Кише на Балкану - балет о Рики" премијерно је изведен у Сарајеву 1992., а у Београду исте године на БЕМУС-у.

## Галерија
- За роман Смирај дана над Балканом 1995.
- За роман Духови над Балканом 1997.
- За роман Легенда о Луни Леви 2001.
- За роман Бајка о Бењамину Баруху 2003.
- За роман Балада о Бохорети 2006.
- За роман Балада о Бохорети 2007.